# Spoorlijn Pont-l'Évêque - Honfleur
De spoorlijn Pont-l'Évêque - Honfleur is een deels opgebroken spoorlijn van Pont-l'Évêque naar Honfleur in het Franse departement Calvados. De volledige lijn was 25,6 km lang en heeft als lijnnummer 377 000.

## Geschiedenis
De lijn werd geopend door de Compagnie des chemins de fer de l'Ouest op 7 juli 1862. Oorspronkelijk was liep de lijn vanuit Lisieux en was de spoorlijn Pont-l'Évêque - Trouville-Deauville een zijlijn totdat deze werd geïntegreerd in de spoorlijn Lisieux - Trouville-Deauville. Tegelijkertijd werd de lijn naar Honfleur een zijlijn.
Personenvervoer werd opgeheven op 26 september 1971. Tussen Pont-l'Évêque en Quetteville werd de lijn gesloten op 1 juni 1975. Tussen Quetteville en Honfleur was er goederenvervoer tot 28 februari 2005 en tussen augustus 2008 en december 2011.

## Aansluitingen
In de volgende plaatsen is of was er een aansluiting op de volgende spoorlijnen:
Pont-l'Évêque
RFN 390 000, spoorlijn tussen Lisieux en Trouville-Deauville
Quetteville
RFN 375 000, spoorlijn tussen Évreux-Embranchement en Quetteville